# Wohn- und Wirtschaftsgebäude Höperhöfen 35

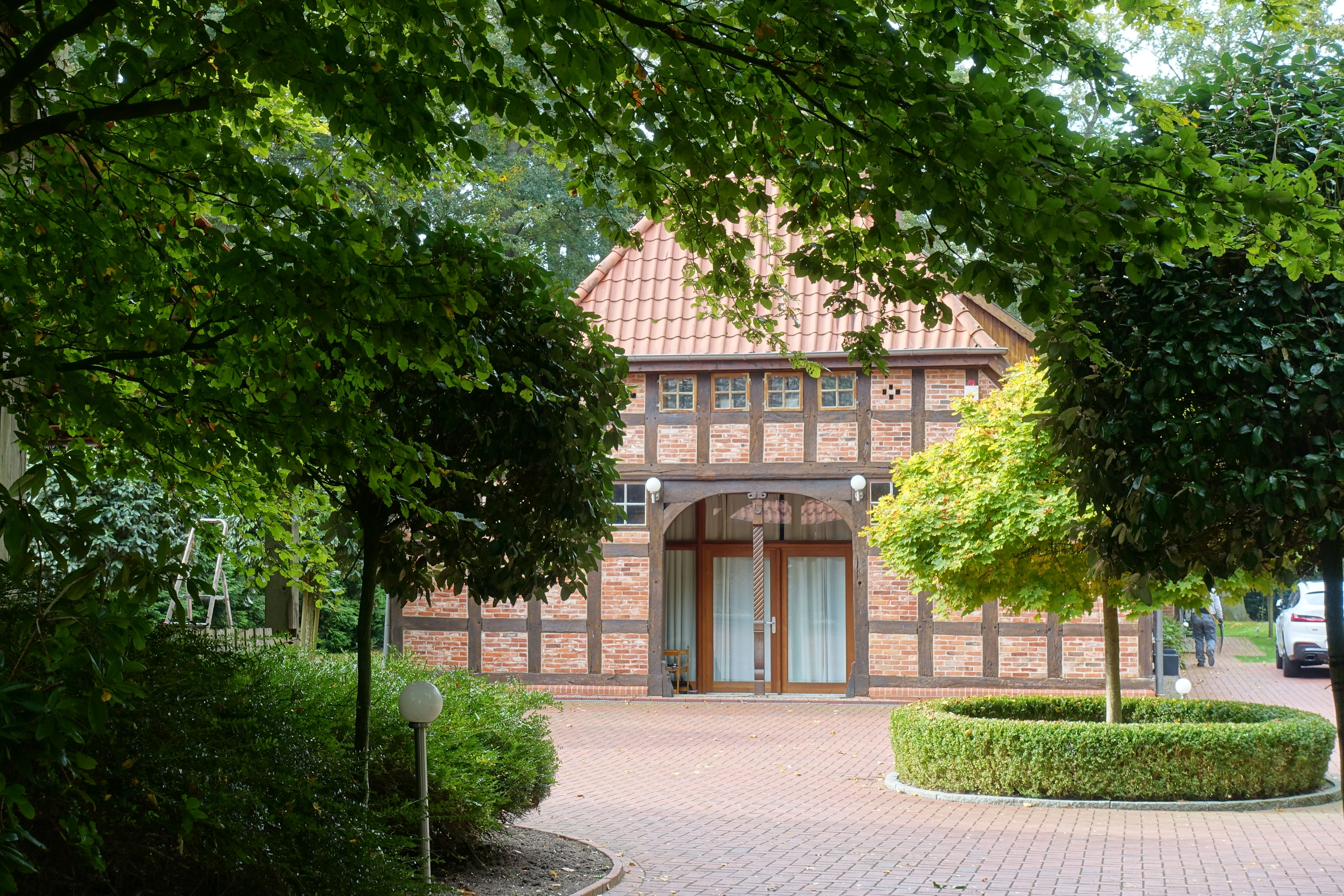
Westgiebel (2022)

Das Wohn- und Wirtschaftsgebäude Höperhöfen 35 in der niedersächsischen Gemeinde Bötersen, Ortsteil Höperhöfen, wurde im dritten Drittel des 18. Jahrhunderts gebaut. Aktuell (2025) wird es zum Wohnen genutzt.
Das Gebäude steht unter Denkmalschutz (siehe auch Liste der Baudenkmale in Bötersen).

## Geschichte und Beschreibung
Die Gemeinde Bötersen wurde 1340 erstmals erwähnt. Sie gehört seit 1974 zur Samtgemeinde Sottrum im Landkreis Rotenburg (Wümme).
Das giebelständige Gebäude als Zweiständer-Hallenhaus in Fachwerk mit Steinausfachungen, ziegelgedecktem Krüppelwalmdach, Niedersachsengiebel mit Uhlenloch und später verglaster Grooter Door mit Korbbogen wurde 1780 (Inschrift) gebaut. Das Haus wurde zum Wohnhaus umgebaut.
Das Landesdenkmalamt befand u. a.: „… ein regionstypisches Hallenhaus des 18. Jahrhunderts in Zweiständerkonstruktion …“